# 貝淡寧
贝淡宁（Daniel A. Bell，1964年5月22日—），生于加拿大，现为香港大学法律学院政治理论讲座教授，曾任北京清华大学哲学系与苏世民书院教授、博导，美国伯格鲁恩哲学与文化研究院（Berggruen Institute of Philosophy and Culture）主任，山东大学政治学与公共管理学院院长（2017-2022）。

## 生平
1985年加拿大麦吉尔大学本科毕业，获文学学士毕业；1988年牛津大学哲学硕士研究生毕业，获哲学硕士学位；1991年牛津大学哲学博士研究生毕业，获哲学博士学位。曾先后在新加坡、香港和上海执教，曾任普林斯顿大学“人类价值研究中心”（Center for Human Values）、斯坦福大学“行为科学高级研究中心”（Center for Advanced Study in the Behavioral Sciences）、新加坡国立大学以及希伯来大学研究员。2017年1月至2022年，贝淡宁出任山东大学政治与公共管理学院院长，两届任期满离职前往香港大学担任法学院，政治理论讲席教授。
2018年1月，贝淡宁获得会林文化奖。

## 中国研究的渊源
根据他在《中国新儒家》的序文，贝淡宁在1989年前对于中国几乎一无所知。那一年，他遇见、并爱上了来自中国的研究生宋冰，相爱将近一年后结了婚。宋冰特为他取了个中文名字：贝淡宁。这个音译名字的背后，蕴涵着中国传统的处世哲学：淡泊明志，宁静致远。
贝淡宁教授于2023年出版了《我在山东当院长》一书，该书记录了他在2017-2022年间担任山东大学政治学与公共管理学院院长的经历。该书揭示了中国大学校园内部的权力结构和官僚文化，探讨了中国文化和儒家思想对校园管理的影响，并揭露了中国政治体系对大学校园的渗透。此外，该书还探讨了当代中国社会面临的各种挑战。书中主要启示：
- 提供了对中国大学校园运作内幕的深入了解，并理解了中国高等教育在文化和政治方面的局限性。
- 对儒家思想在现代中国社会中的作用，以及其对教育和政治体系的影响进行了深入的思考。
- 关注了中国政治体制对学术自由和思想自由的限制，并警惕了意识形态控制对教育和研究的影响。
- 探索了中国社会当前面临的各种挑战，并对可能的解决方案和改革方向进行了思考。

## 著作
其著作包括《城市的精神》、《中国新儒家》、《超越自由民主》、《东方遭遇西方》、《社群主义及其批评者》等。此外，贝淡宁还长期在国内外主流媒体上刊登文章，除了在《财经网》开设的个人博客外，包括《纽约时报》、《金融时报》、《卫报》、《新华网》、《人民网》、《环球时报》、《南风窗》、《南方周末》等都因“贤能政治”研究对其进行了专访与报道。對於“洋五毛”的指責，贝淡宁認為自己是用中国的历史文化和主流价值观来评价中国。

## 作品
- Dean of Shandong : Confessions of a Minor Bureaucrat at a Chinese University, 普林斯顿大学出版社, 2023. ISBN 9780691247120.

- The China Model: Political Meritocracy and the Limits of Democracy, 普林斯顿大学出版社, 2015. ISBN 9781400865505. [中译本] 贝淡宁著，吴万伟译：《中国模式：贤能政治与民主的模式》，中信出版社，2016年。ISBN 9787508664859.

- The Spirit of Cities: Why the Identity of a City Matters in a Global Age, [与Avner de-Shalit合著], 普林斯顿大学出版社, 2011. ISBN 9780691151441. [中译本] 贝淡宁、艾维纳著，吴万伟译：《城市的精神》，重庆出版社，2012年。ISBN 9787229055196.

- China's New Confucianism: Politics and Everyday Life in a Changing Society, 普林斯顿大学出版社, 2010. ISBN 9781400834822. [中译本] 贝淡宁著，吴万伟译：《中国新儒家》，上海三联书店，2011年。ISBN 9787542633637.

- Beyond Liberal Democracy: Political Thinking for an East Asian Context, 普林斯顿大学出版社, 2006. ISBN 9781400827466. [中译本] 贝淡宁著，李万全译：《超越自由民主》，上海三联书店，2009年。ISBN 9787542629494.

- East Meets West: Human Rights and Democracy in East Asia, 普林斯顿大学出版社, 2000. ISBN 9781400823550. [中译本] 贝淡宁著，孔新峰、张言亮译：《东方遭遇西方》，上海三联书店，2011年。ISBN 9787542636850.

- Towards Liberal Democracy in Pacific Asia [与David Brown, Kanishka Jayasuriya和David Martin Jones合著], 帕尔格雷夫麦克米伦出版社, 1995. ISBN 9780333613993.
- Communitarianism and Its Critics, 牛津大学出版社, 1993. ISBN 9780198279228. [中译本] 贝淡宁著，李琨译：《社群主义及其批评者》，北京：生活·读书·新知三联书店，2002年。ISBN 9787108017130.

贝淡宁还是“中国知名学者系列丛书”（由普林斯顿大学出版社主持）的总编辑，其中已出版的书籍有：
- 陈祖为（Joseph Chan），Confucian Perfectionism: A Political Philosophy for Modern Times（《儒家至善论：现代政治哲学》），普林斯顿大学出版社, 2013. ISBN 9780691158617.

- 蒋庆，A Confucian Constitutional Order: How China's Ancient Past Can Shape Its Political Future （《儒家宪政与中国未来》，与Ruiping Fan合编，Edmund Ryden译）, 普林斯顿大学出版社, 2012. ISBN 9780691154602.
- 阎学通， Ancient Chinese Thought, Modern Chinese Power （《古代中国思想与现代中国权力》， 与孙哲合编， Edmund Ryden译）, 普林斯顿大学出版社, 2011. ISBN 9780691148267.

同时，他还是《儒家政治伦理》的编辑，以及其他六本书的合作编辑：
- The East Asian Challenge for Democracy: Political Meritocracy in Comparative Perspective （东亚对民主的挑战：比较视角下的贤能政治, 与Chenyang Li 合编）, 剑桥大学出版社, 2013. ISBN 9781107623774.

- Confucian Political Ethics, （儒家政治伦理）, 普林斯顿大学出版社, 2007. ISBN 9781400828661.

- Ethics in Action: The Ethical Challenges of International Human Rights Nongovernmental Organizations （行动中的伦理学：现代国际人权非政府组织的伦理挑战，与Jean-Marc Coicaud合著）, 剑桥大学出版社, 2006. ISBN 9780521684491.

- The Politics of Affective Relations: East Asia and Beyond (Global Encounters: Studies in Comparative Political Theory series，与Hahm Chiahark合编）, 莱克星顿出版社, 2004. ISBN 9780739107997.

- Confucianism for the Modern World（现代世界中的儒家思想，与Hahm Chaibong合编），剑桥大学出版社, 2003. ISBN 978052152788.

- Forms of Justice: Critical Perspectives on David Miller's Political Philosophy （正义的形式：对大卫·米勒政治哲学的评判视角，与Avner de-Shalit合编），罗曼和利特尔菲尔德出版公司, 2002. ISBN 9780742521797.
- The East Asian Challenge for Human Rights（东亚对人权的挑战，与Joanne R. Bauer合编）, 剑桥大学出版社, 1999. ISBN 9780521645362.

贝淡宁教授曾为中国和西方的著名传媒机构撰写有关中国政治哲学的文章，他的作品被翻译成包括中文在内的二十三种语言。

## 相关链接
- 贝淡宁的个人主页（页面存档备份，存于）

- 普林斯顿中国系列 （页面存档备份，存于）

- 伯格鲁恩哲学与文化研究院

- 贝淡宁的最近作品 （页面存档备份，存于），该页面下方显示贝淡宁由普林斯顿大学出版的其他作品。

- [视频] 谈论‘政治体系的纵向模式’ （页面存档备份，存于）

- [文章] 与汪晖讨论《城市的精神》（页面存档备份，存于） （中文）

- [文章] Emilie Frenkiel, ‘Choosing Confucianism: Departing from the Liberal Framework, an Interview with Daniel A. Bell’ （页面存档备份，存于）, （‘选择儒家思想：背弃自由主义框架’，与贝淡宁教授的访谈）Books & Ideas, 10 September 2012. ISSN: 2114-074X.

- [视频] 在澳大利亚的谈论 儒家价值与城市

- [视频] 在杜克大学谈论: ‘Reviving Tradition in China: Toward a Progressive and Humane Confucian Ethics?’ （页面存档备份，存于） （传统正在中国复兴：走向进步与人道的儒家伦理？）

- [视频&音频] 在威尔森中心谈论《城市精神》 ‘The Spirit of Cities: Why the Identity of a City Matters in a Global Age’ （页面存档备份，存于） （“城市精神：为何城市精神在全球化时代具有重要意义” ）

- [视频] 在清华大学的课程“论城市认同的伦理和政治意义” ‘On the Ethical and Political Significance of City-based Identities’ （页面存档备份，存于）

- [视频] 在达沃斯论坛谈论“城市精神” Talk with Edie Lush at Hub Davos （页面存档备份，存于）

- [视频] 在Steve Paikin的节目中谈论“向东方输出民主”： ‘Exporting Democracy Eastward’ （页面存档备份，存于）

- [视频] 在“人权与人文会议” (Speech in Human Rights and the Humanities Conference, March 22, 2013) 上的演讲：“民主是一种人权吗？”‘Is Democracy A Human Right?’ （页面存档备份，存于）

- [视频] 谈论“儒家学说曾被用以证明政府的合法性” ‘Confucianism Was Adopted to Legitimize Government’（页面存档备份，存于）